# Marinierskazerne Savaneta

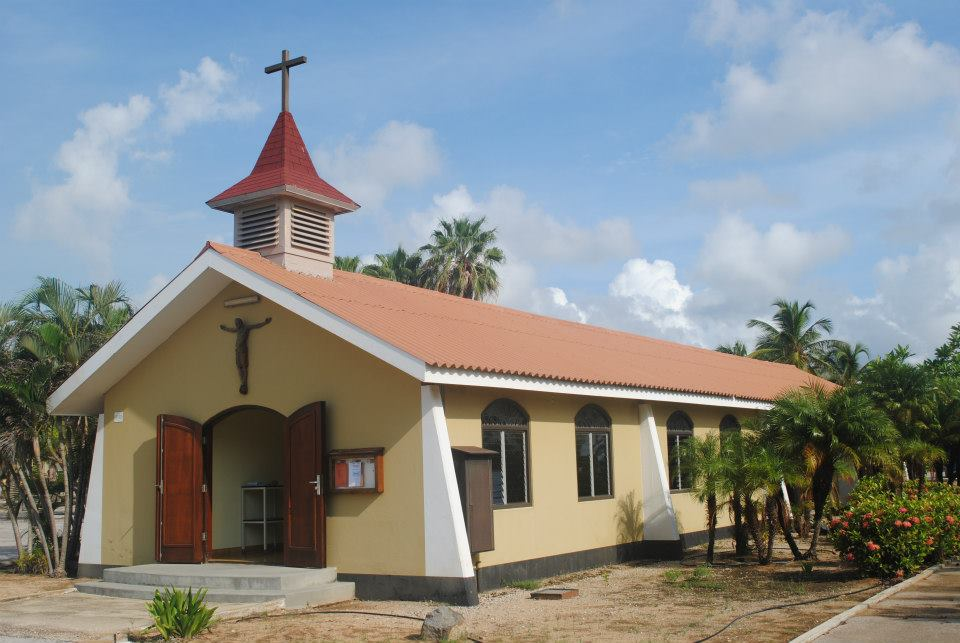
De kapel van de kazerne

De Marinierskazerne Savaneta (MSKSAV) is een kazerne van het Nederlandse Korps Mariniers bij het dorp Savaneta aan de zuidwestkust van het eiland Aruba. Het is een kazerne van het Commando Zeestrijdkrachten (CZSK) en valt onder bevel van de Commandant der Zeemacht in het Caribisch gebied (CZMCARIB). Laatstgenoemde is met zijn staf gevestigd op Curaçao. Op de kazerne werken ongeveer 300 personen. Naast defensiepersoneel dat vanuit Nederland is uitgezonden omvat dit aantal ook de leden van de Arubaanse Militie (Arumil). Een peloton van de Arubaanse militie is verantwoordelijk voor de bewakings- en beveiligingstaken.
Tevens huisvest de kazerne facilitaire ondersteuningsdiensten (administratief, logistiek en medisch) en de 32e infanterie/compagnie bestaande uit 3 pelotons met ondersteuning.

## Geschiedenis
De eerste contacten van het Korps Mariniers met het Caribische gebied dateren al vanaf 1667. In de eeuwen daarna waren mariniers slechts incidenteel in het gebied aanwezig. Dat veranderde toen de Venezolaanse opstandeling Rafael Simón Urbina met een aantal medestanders in 1929 een overval pleegde op het Waterfort te Curaçao. De beveiliging bleek slecht. De gouverneur werd gegijzeld en de overvallers gingen er op een gekaapt schip vandoor met buitgemaakte wapens en munitie. De Nederlandse regering stuurde direct het oorlogsschip Hr. Ms. Kortenaer met aan boord een eenheid van het Korps Mariniers naar het gebied om daar de veiligheid te garanderen. Sindsdien zijn de mariniers niet meer weggeweest uit de Caribische regio. Ook op Aruba werden toen mariniers gestationeerd. Oorspronkelijk waren die gelegerd in de voormalige gezaghebberswoning te Oranjestad. Aan het einde van de jaren ’30 betrokken de mariniers een aantal barakken te Savaneta. Die werden gehuurd van de nabijgelegen raffinaderij. Die locatie is uitgegroeid tot de huidige kazerne.
Tijdens de Tweede Wereldoorlog werden bijna alle mariniers uit het Caribische gebied overgeplaatst om op andere plaatsen in de wereld deel te nemen aan de strijd. De raffinaderij op Aruba behoorde destijds echter tot de grootste en modernste ter wereld en was in staat om hoogwaardige vliegtuigbrandstof te produceren. Dit was belangrijk voor de geallieerden. Daarom werden na het vertrek van de mariniers achtereenvolgens Britse en Amerikaanse eenheden op het eiland geplaatst voor de bescherming van Aruba en vooral de raffinaderij. Zij werden bijgestaan door de Arubaanse schutterij en enkele achtergebleven mariniers. Al deze eenheden maakten gebruik van het kamp te Savaneta.

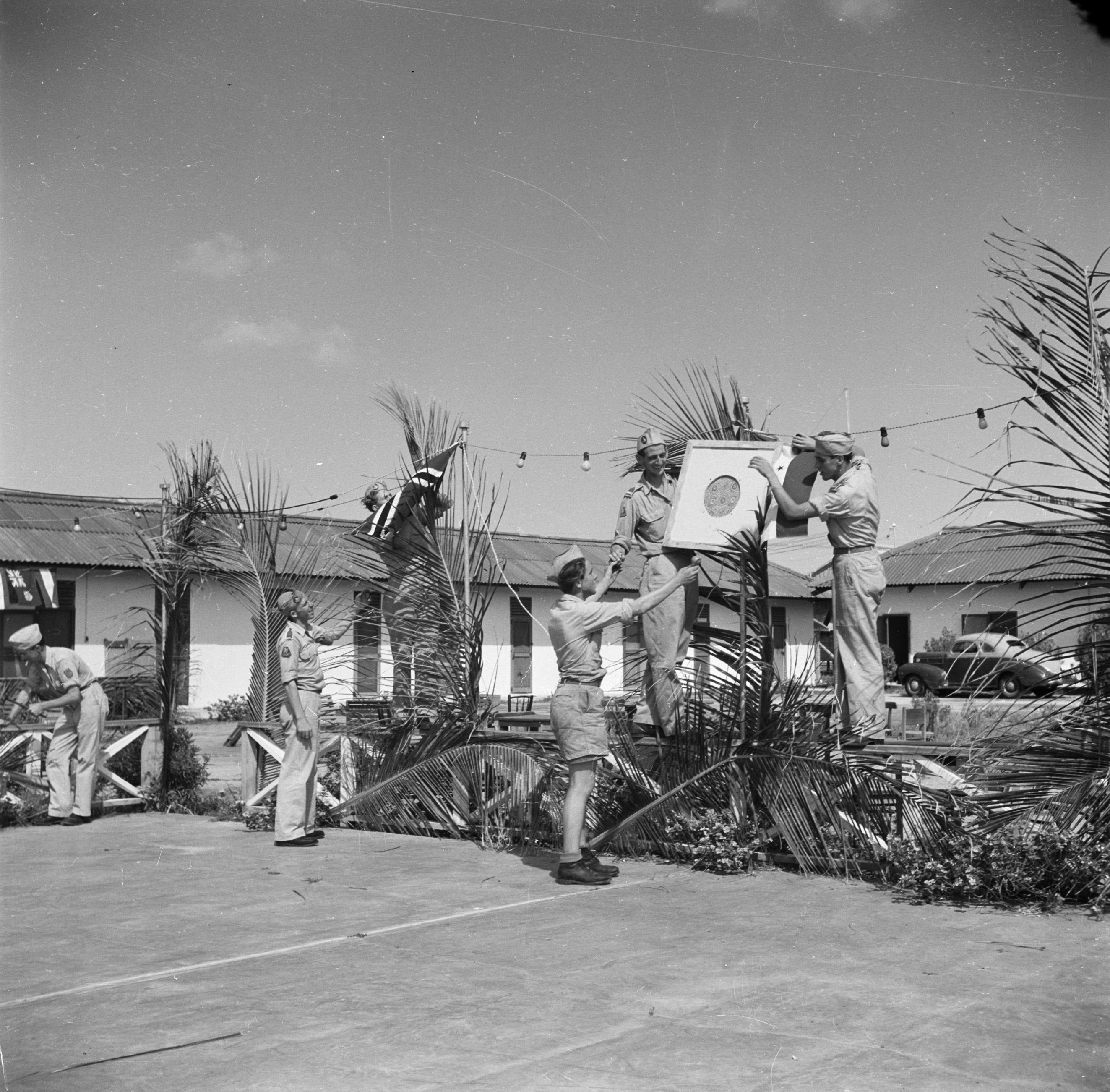
Feestversiering wordt opgehanden in het kamp in 1947

In de jaren direct na de Tweede Wereldoorlog waren de mariniers vooral actief in het toenmalig Nederlands Oost-Indië. Daarom was de Koninklijke Landmacht tot 1950 verantwoordelijk voor de verdediging van Aruba. Daarna werd het weer de verantwoordelijkheid van de Koninklijke Marine. Gelet op de sterk maritieme omgeving was dit een logische keuze. Op 13 januari 1951 kreeg het kamp te Savaneta de officiële benaming die tot op de dag van vandaag bestaat: Marinierskazerne Savaneta. De commandant van de kazerne was destijds Joost Dourlein. Hij was drager van Nederlands hoogste militaire onderscheiding, de Militaire Willems-Orde. Die had hij verdiend voor moedig optreden tijdens de politionele acties in Nederlands Indie.
Tegenwoordig is de kazerne een niet meer weg te denken begrip op Aruba. Zeer veel Arubaanse jongemannen vervulden er hun dienstplicht. Zij dienden daar samen met hun vanuit Nederland uitgezonden collega’s het Koninkrijk. Net zoals de huidige generatie van de Arubaanse Militie dat nu nog doet. Mede daardoor bestaat er een goede en sterke band tussen de Arubaanse bevolking en de kazerne. Dat blijkt ieder jaar weer tijdens de Open Dag, die altijd op 1 mei wordt gehouden. Meer dan 15.000 mensen passeren dan de poort om een kijkje te nemen in hun kazerne. Ook wordt er  jaarlijks de Ronde van Aruba georganiseerd, waaraan militairen en burgers deelnemen.

## Embleem

Embleem van de marinierskazerne Savaneta

In 1970 ontwierp het toenmalige Instituut voor Maritieme Historie emblemen voor de marinierskazernes en de marinebases op de toenmalige Nederlandse Antillen. Daarbij werd gekozen voor typisch Antilliaanse attributen. Ingevolge beschikking 801137/793702 van 24 december 1970 luidt de formele beschrijving van het embleem van MSK Savaneta als volgt; In zilver op golvende grond van keel een aloë met zeven bladeren van sinopel en keel en een gouden bloem op een stengel van sabel. Als embleemspreuk "Ken mijn kracht" in letters van sabel op een lint van zilver.
De aloë vera is een plant die veel voorkomt op Aruba, daar in de lokale geografische en klimatologische omstandigheden prima gedijt en van belang was en nog steeds is voor de economie van het eiland. Op basis van deze beschrijving zijn dan ook parallellen te trekken tussen de aloë en de kazerne en haar bemanning.